# Деметре I
Деметре I (груз. დემეტრე I; 1093 — 1156) — царь Грузии (1125—1156) из династии Багратионов. Почитается Грузинской церковью в лике святых.
Известен как поэт-гимнограф, написавший песню Шен хар венахи. 

## Биография
Старший сын и наследник Давида IV Строителя от его первой жены Русудан из рода Кюрикидов (младшая ветвь Багратуни), которая была дочерью 3-го царя Ташир-Дзорагетского царства Кюрике II, правнука царя Армении (952—977) Ашота III Милостивого.

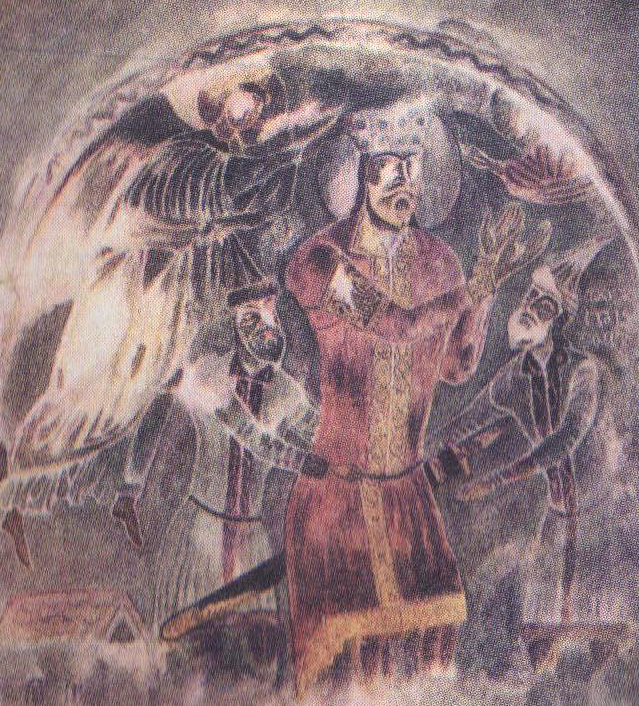
Коронация Деметре I. Фреска Михаила Миглакели в монастыре Мацквариши

Царь Давид был человеком воинственным, он отнял у персов много местностей: Тбхис, Тманис, Шруан, Шаки, Шамкар и другие крепости и области. Он был благородный и храбрый воин. Вокруг него собрались все остальные войска армян. Он построил армянский город в Грузии, утвердил много церквей и монастырей и назвал этот город Гура (Гори). Он имел от армянки сына, по имени Димитре, который был очень высокого роста.Смбат Спарапет, Смбат Спарапет / Летопись / пер. А. Г. Галстяна — Ер. — стр. 86. Изд-во «Айастан». 1974 г.

### Правление
От своего отца Деметре I унаследовал большое и процветающее государство, простиравшееся от Чёрного до Каспийского моря. Он старался сохранить его в существующих границах, однако несколько уступок пограничным государствам пришлось сделать: Ани и Ширван отошли от Грузии, сохранив от неё вассальную зависимость.

### Региональная политика
Не дал результатов и поход на Гянджу. Правда, в 1139 году, после разрушительного землетрясения, грузины взяли этот город и в знак победы привезли в Грузию городские ворота (Ворота Гянджи и поныне хранятся в Гелати), но удержать город и окружающие его земли не смогли. Гянджа по-прежнему оставалась опорным пунктом для сельджукских захватчиков в их борьбе против Грузии.
Причины военных неудач, постигших грузин при Деметре I, были обусловлены событиями, назревавшими внутри грузинского феодального общества.
Как известно, Давид IV Строитель энергично пресёк попытки крупных феодалов выступить против укрепления центральной власти в государстве, но социально-экономическую основу существования крупного азнаурства он оставил нетронутой. В то же время в XII веке экономическое развитие страны пошло таким путём, при котором создались чрезвычайно благоприятные условия для дальнейшего усиления крупных азнауров. Огромное большинство разоренных мдабиуров-воинов стало крестьянами крупных азнауров, могущественные феодальные роды принимали под своё покровительство всё новых мелких вотчинников-азнауров; наконец, всё чаще получали они от царя пожалование — дидеба. Естественно, что дидебул-азнауры стремились добиться политических прав, соответствующих их высокому положению. Для этого им необходимо было превратить царя Грузии из державного правителя объединённого государства в покорного исполнителя воли крупных феодалов.
Во время его правления положение мусульман Тбилиси было очень благоприятное. Каждую пятницу царь отправлялся в мечеть и слушал молитву.

## Семья
У царя было два сына — старший Давид и младший Георгий. Наследником должен был стать старший, но отец любил Георгия. Давид несколько раз пытался свергнуть Деметре. В 1155 году ему это удалось и бывший царь постригся в монахи. В монашестве он сочинил несколько дошедших до нас церковных гимнов, в том числе ему приписывается широко известный гимн «Шен хар венахи» (Ты еси лоза), посвящённый Богородице. Однако после 6 месяцев правления непокорный Давид скоропостижно скончался. Деметре вернулся на престол, но вскоре неожиданно умер, находясь в крепости Бебрисцихе. Он похоронен в Гелатском монастыре.
Дочь Деметре I, Русудан, была одной из жён последнего сельджукского султана Ахмада Санджара. Другая дочь могла быть женой великого князя Киевского Изяслава Мстиславича.